# Kineska košarkaška reprezentacija
10. je na svijetu po plasmanu FIBA-e.

## Trenutačna momčad
(sastav na SP 2010.)
| Ime i prezime  | Klub                      |
| -------------- | ------------------------- |
| Hu Ksuefeng    | Jiangsu Dragons           |
| Liu Vei        | Shangai Sharks            |
| Žang Kvingpeng | Liaoning Dinosaurs        |
| Vang Šipeng    | Guangdong Southern Tigers |
| Žu Fangiju     | Guangdong Southern Tigers |
| Sun Jue        | Beijing Olympians         |
| Li Ksiaoksu    | Liaoning Dinosaurs        |
| Ji Žianlian    | Washington Wizards        |
| Vang Lei       | Bayi Rockets              |
| Su Vei         | Guangdong Southern Tigers |
| Vang Žiži      | Bayi Rockets              |
| Du Feng        | Guangdong Southern Tigers |
| Bob Donewald   |                           |